# Belža
Belža (Hongaars: Bölzse) is een Slowaakse gemeente in de regio Košice, en maakt deel uit van het district Košice-okolie.
Belža telt 369 inwoners.